# Takayuki Chano
Takayuki Chano (Chiba, 23. studenog 1976.) japanski je nogometaš.

## Klupska karijera
Igrao je za JEF United Chiba i Júbilo Iwata.

## Reprezentativna karijera
Za japansku reprezentaciju igrao je od 2004. do 2005. godine. Odigrao je 7 utakmice.
S japanskom reprezentacijom Takayuki Chano je igrao na Azijskom kupu 2004. i Kupa konfederacija 2005.

## Statistika
| Japan  | Japan | Japan |
| Godina | Nast. | Gol.  |
| ------ | ----- | ----- |
| 2004.  | 3     | 0     |
| 2005.  | 4     | 0     |
| Ukupno | 7     | 0     |

## Vanjske poveznice
- National Football Teams
- Japan National Football Team Database